# Lago Langisjór
O Langisjór é um lago situado nas Terras Altas da Islândia com uma superfície de aproximadamente 26 km² e profundidade máxima de 75 metros.
O lago situa-se relativamente longe da civilização, na fronteira sudoeste de Vatnajökull, sendo o ambiente que o rodeia extremamente belo.